# ماهیچه کوتاه بازکننده شست پا
ماهیچه کوتاه بازکننده شست پا (انگلیسی: Extensor hallucis brevis muscle) نامی است که به بخشی از ماهیچه بازکننده کوتاه انگشتان پا که به‌سوی شست پا می‌رود داده‌اند.
ماهیچه کوتاه بازکننده شست پا همان‌طور که از نامش برمی‌آید به بازشدن شست پا کمک می‌کند.

## نگارخانه

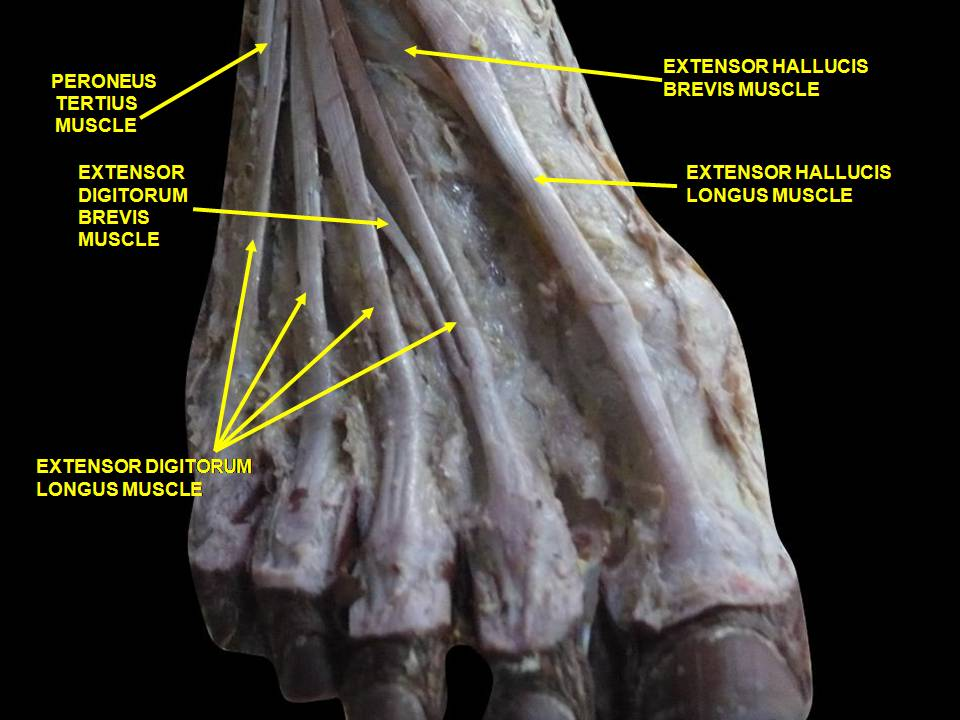
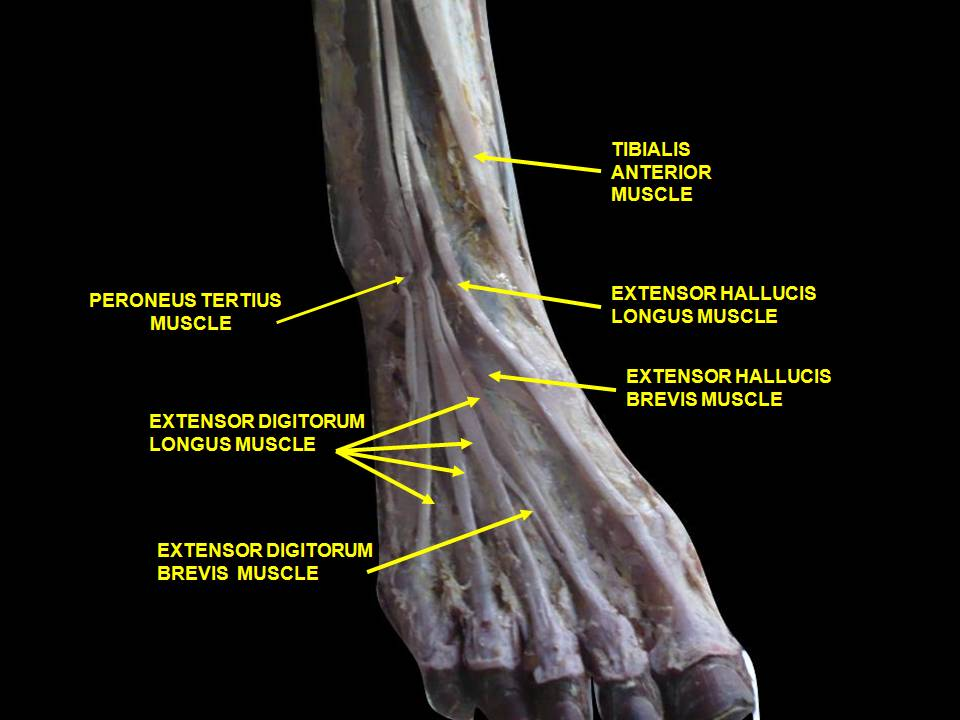